# Max Monroy
Max Monroy (état-civil inconnu) est un acteur français de cinéma des années 1930 et 1940.

## Biographie
Ancien élève de l'école de cavalerie de Saumur, Max Monroy entame une carrière d'officier de cavalerie qui le mènera jusqu'au grade de général.
On ignore dans quelles circonstances il est apparu sur les plateaux de cinéma. Il était également reconnu comme un excellent cavalier au sein du club sportif de l'Union des artistes (C.S.U.A.) dont il sera un temps l'archiviste. Il y remportera de nombreux prix à la fin des années 1930,,. A l'époque, il était domicilié au 83, boulevard Flandrin dans le 16e arrondissement de Paris.
Son dernier rôle au cinéma sera d'ailleurs celui d'un cavalier dans un centre équestre. On perd définitivement sa trace après la sortie de ce film d'Yves Allégret en janvier 1950.

## Filmographie
- 1934 : Maria Chapdelaine de Julien Duvivier : le contremaître
- 1936 : Cœur de gueux de Jean Epstein[8]
- 1936 : La Peur de Victor Tourjansky : le président des Assises
- 1938 : La Vénus de l'or, de Jean Delannoy et Charles Méré
- 1939 : Sidi-Brahim de Marc Didier
- 1949 : Manèges d'Yves Allégret : un cavalier au centre équestre